# ソフトウエア工学知識体系
ソフトウェア工学知識体系（ソフトウェアこうがくちしきたいけい、英: Software engineering body of knowledge,SWEBOK）は IEEE Computer Societyスポンサーによるソフトウエア工学調整委員会の成果物。
ソフトウェア工学知識体系は、ソフトウェア工学の専門家における知識の集積を記述する包括的用語です。ソフトウエア工学のようなこれから発展する規律さえ包含する完全な体系を一つのドキュメントに収めることは通常不可能なことから、ソフトウェア工学知識本体をガイドするニーズがあります。このガイドは、ソフトウェア工学はソフトウェア工学だけでなく、その他の関連した規律についての知識を持たなければならないけれども、一般に受け入れられる知識体系のサブセットを識別し、記述する方法を探すでしょう。

## SWEBOKの内容
2004年版としてSWEBOKはソフトウエア工学分野内の10の知識領域（KA）を定義しました：
- ソフトウエア要求
- ソフトウェア設計
- ソフトウエア構築
- ソフトウエア試験
- ソフトウエア維持
- ソフトウェア構成管理
- ソフトウエア工学管理
- ソフトウエア工学プロセス
- ソフトウエア工学ツールと方法
- ソフトウエア品質

SWEBOK はまたソフトウエア工学に関連する熟達性も定義します：
- コンピュータ工学
- コンピュータ科学
- マネージメント
- 数学
- 品質管理
- ソフトウェア人間工学(認識工学[:en])
- システム工学

## 批判と対策
Cem Kanerとグラディ・ブーチは、そのドキュメントは改善される得ると公に表明した。そのドキュメントはソフトウエア・エンジニアの共通の見方を正確に反映し、かつ専門家の定義しようとする努力を認識していないかもしれない。Notkin、Gorlick、およびShawのレポートは、前向きではなかった。
ACMは、良く知られるように、その作業がライセンスを要求するため使われることにかかわることからSWEBOKプロセスから手を引いた
ドイツの科学者は、SWEBOKが英語で発行された情報源を尊重しかつ正確に英語のガイドをサポートする。他の著者を含む他のバージョンは、フランス語、日本語、およびアラビア語が利用可能である。  
ソフトウエア工学のための知識体系を定義するその他の努力は、公式にはソフトウエア工学2004(SE2004)と命名された『Computing Curriculum Software Engineering (CCSE)』である。その違いは、SWEBOKは実践者が実務の4年後に持つべき知識を定義するのに対し、SE2004は、ソフトウエア工学の学部生が卒業に際し（数学、一般工学原理、および他の関係領域の知識を含んで）処理すべき知識を定義する。